# ثغرة الحبكة
في القصّةِ الخياليّةِ "ثُغرَةُ الحبكة"، (plothole) أو ضلال الحبكة" فجوةٌ أو تناقضٌ يُقاوم تيارَ المنطقِ الذي وضعتهُ حبكةُ القصّةِ  .وتشتملُ هذه التناقضات على أشياءٍ مثل: أحداث مستحيلة أو غير منطقية ، وبيانات أو أحداث تناقض أحداث سابقة في القصّةِ. ويُعتَبرُ هذا المصطلح أكثرَ عرضةٍ للتصرُّفِ وأيضاً يُطبَّقُ على " النهايات المفتوحة " في عناصر سياق القصّةِ الذي يبقى غير ثابت في نهايةِ الحبكةِ.

## الروابط الخارجية
- Screenrant's 16 Movie Plot Holes That Aren’t Actually Plot Holes
- Star Wars Fan Debunks Huff Post's "40 Unforgivable Plot Holes in The Force Awakens" نسخة محفوظة 28 أغسطس 2018 على موقع واي باك مشين.
- Ten Debunked Movie Plot Holes